# دجاج حمراوي
«الدجاجة الحمراء» أو الدجاج الحمراوي (بالفرنسية poule rousse) هو اسم يطلق عامة على نوع من الدجاج الهجين المستعمل في صناعة الدواجن العالمية بخاصية "F1 hybrid" المعروف أيضًا باسم filial 1 hybrid، وهو أول جيل من ذرية بياضة من خلال عملية انتقاء جيني معدة مختبريا من آباء سلالات مختلفة. لإنتاج دجاجة تتميز بخاصية ما كإنتاج البيض أو اللحم، كما هو الحال في مثال الدجاجة الحمراوية لإنتاج البيض، وتكون بطريقة مختبرية جينية لا تعتمد على طريقة تحسين السلالات بشكل طبيعي من خلال عملية الانتقاء والتزاوج.

## أشهر أنواع الدجاج الحمراوي

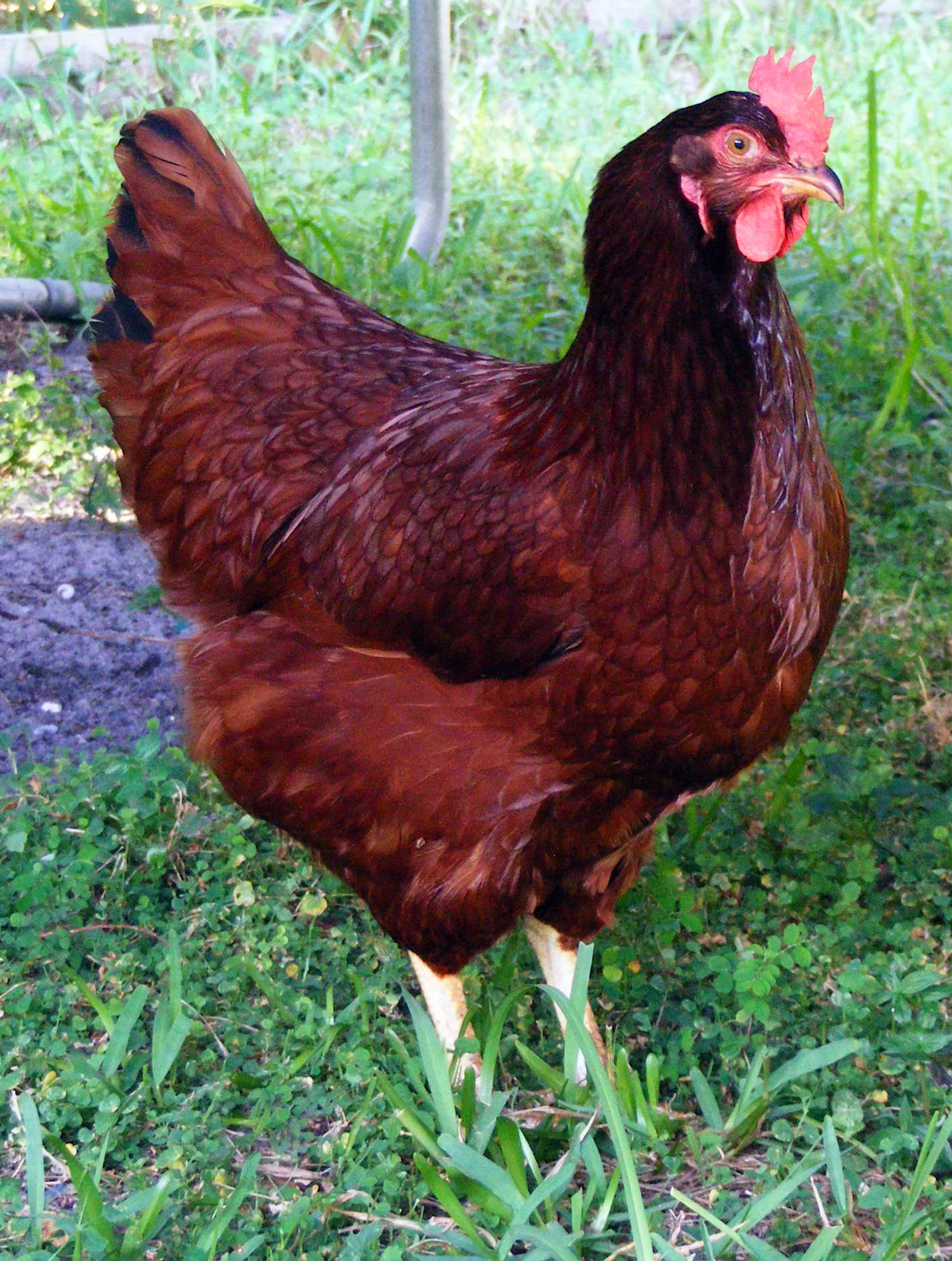
الدجاجة رود آيلاند Red2 هي مثال على الدجاجة الحمراء.

يوجد من هذا النوع الكثير من الأصناف المنتشرة في مختلف بقاع العالم، مع وجود اختلافات في اللون، بين الأحمر الباهت إلى الغامق.
ومن أكثر الأنواع شهرة:
- الكورنيش الهندي وهو الأكثر استعمالا في تهجين سلالات الدجاجة الحمراء لإنتاج البيض.[2]
- رود آيلاند ريد
- نيو هامبشاير
- آيلاند ريد
- بلايموث.

## الإنتاج العالمي من هذه السلالات في صناعة الدواجن
يتم تطوير سلالات هجينة من الدجاج الأحمر بشكل أساسي من طرف شركات عملاقة متعددة الجنسيات في مجال إنتاج الدواجن والبيض أهمها:
- المجموعة الألمانية Erich Wesjohann, EW
- الشركة الأمريكية Tyson Foods
- الشركة الهولندية Hendrix Genetics

تقريبا جميع الدواجن الحديثة الهجينة من صنع الدجاج الحمراوية المتخصصة في إنتاج البيض الموجودة في الأسواق هي من تطوير وتهجين هذه الشركات وأحيانا تحمل اسم الشركة التي قامت بتهجين وتطوير تلك السلالة.

## روابط متعلقة
- The American Brown Leghorn Club
- The Leghorn Club (UK)
- The Leghorn Club of Australia نسخة محفوظة 7 يونيو 2015 على موقع واي باك مشين.
- نادي الدواجن البريطاني